# Линейные корабли типа Ganges
Линейные корабли типа Ganges — шесть линейных кораблей третьего ранга, построенных для Королевского флота сэром Эдвардом Хантом. Первые два корабля были заказаны в июле 1779 года частной верфи Рэндалла в Ротерхите, затем, в период с 1782 по 1811 год, были заказаны еще четыре корабля. Корабли данного типа относились к так называемым «обычным 74-пушечным кораблям», неся на верхней орудийной палубе 18-фунтовые пушки.

## Корабли
- HMS Ganges

Строитель: Рэндалл, Ротерхит

Заказан: 14 июля 1779 года

Заложен: апрель 1780 года

Спущён на воду: 30 марта 1782 года

Выведен: разобран, 1816 год

- HMS Culloden

Строитель: Рэндалл, Ротерхит

Заказан: 12 июля 1779 года

Заложен: январь 1782 года

Спущён на воду: 16 июня 1783 года

Выведен: разобран, 1813 год

- HMS Tremendous

Строитель: Барнард, Дептфорд

Заказан: 1 января 1782 года

Заложен: август 1782 года

Спущён на воду: 30 октября 1784 года

Выведен: продан на слом, 1897 год

- HMS Invincible

Строитель: королевская верфь в Вулвиче

Заказан: 25 июня 1801 года

Заложен: 1 января 1806 года

Спущён на воду: 15 марта 1808 года

Выведен: разобран, 1861 год

- HMS Minden

Строитель: Дункан, Бомбей

Заказан: 9 июля 1801 года

Заложен: ноябрь 1806 года

Спущён на воду: 19 июня 1810 года

Выведен: продан на слом, 1861 год

- HMS Minotaur

Строитель: королевская верфь в Чатеме

Заказан: 3 декабря 1811 года

Заложен: декабрь 1812 года

Спущён на воду: 15 апреля 1816 года

Выведен: разобран, 1869 год